# شریل روبیو
شریل روبیو (انگلیسی: Sheryl Rubio؛ زادهٔ ۲۸ دسامبر ۱۹۹۲) بازیگر، خواننده، مدل (شخص)، خواننده-ترانه‌پرداز، آهنگساز، یوتیوبر، طراح مد، بلاگر (وبلاگ‌نویس)، نیکوکار، و سلبریتی اهل ونزوئلا است. وی از سال ۲۰۰۰ میلادی تاکنون مشغول فعالیت بوده است.